# Голцов (Одербрух)
Голцов (њем. Golzow) општина је у њемачкој савезној држави Бранденбург. Једно је од 45 општинских средишта округа Меркиш-Одерланд. Према процјени из 2010. у општини је живјело 903 становника. Посједује регионалну шифру (AGS) 12064172.

## Географски и демографски подаци
Голцов се налази у савезној држави Бранденбург у округу Меркиш-Одерланд. Општина се налази на надморској висини од 10 метара. Површина општине износи 17,2 km². У самом мјесту је, према процјени из 2010. године, живјело 903 становника. Просјечна густина становништва износи 52 становника/km².